# Spindasis callimon
Spindasis callimon är en fjärilsart som beskrevs av Druce. Spindasis callimon ingår i släktet Spindasis och familjen juvelvingar. Inga underarter finns listade i Catalogue of Life.